# Cal Sastre (Torroella de Fluvià)
Cal Sastre és una casa al municipi de Torroella de Fluvià (Alt Empordà) inclosa en l'Inventari del Patrimoni Arquitectònic de Catalunya. Cal Sastre és una de les cases que configuren el carrer de la Força. Com la major part d'elles, data del segle xvi. Als baixos de l'interior d'aquest edifici va descobrir-se un fragment de mur de grans carreus. L'autor Badia bandeja la idea que formés part del recinte murat, i apunta la possibilitat que pogués tractar-se d'una part de la primitiva "torroella" que va donar nom al poble.
Edifici entre mitgeres, de planta baixa i un pis, amb coberta de teula. La façana presenta, a la planta baixa i situada a l'esquerra, la porta d'accés d'arc de mig punt i dovelles de pedra; a la banda dreta hi ha una finestra allindanada, amb reixa de protecció. Al primer pis hi ha dues petites finestres de tipologia gòtica: la de l'esquerra presenta arc conopial decorat amb motllures, mentre que la de la dreta és allindanada amb decoració geomètrica al centre.